# Harna Péter
Harna Péter (Budapest, 1979. május 31. –) magyar színész.

## Életpályája
1997-től a Teátrum Színiakadémia növendéke volt, 2000-ben végzett. Ezután szabadúszóként különböző produkciókban szerepelt. 2008–2022 között a szolnoki Szigligeti Színház társulatának tagja volt.2022-től ismét szabadúszó színművész, játszott többek között a Hadart Színháznál és a Veres 1 Színház előadásaiban is.

## Fontosabb színházi szerepei
- William Shakespeare: A makrancos hölgy... Hortensio
- William Shakespeare: Vízkereszt, vagy amit akartok... Böffen Tóbiás; Valentino
- William Shakespeare: Lóvátett lovagok... Longaville gróf
- William Shakespeare: Macbeth... Menteth; Százados
- Lope de Vega: A kertész kutyája... Ricardo márki
- Anton Pavlovics Csehov: Sirály... Medvegyenko, tanító
- Jaroslav Hašek: Švejk, a derék katona... Kraus ezredes, Kákonyi
- George Bernard Shaw: Szent Johanna... La Hire kapitány
- Alexander Breffort – Margauerite Monnot: Irma, te édes... Pepi
- Pierre Barillet – Jean-Pierre Grédy: A kaktusz virága... Igor, Antonia szomszédja
- Giulio Scarnacci – Renzo Tarabusi: Kaviár és lencse... Antonio
- Dale Wasserman: La Mancha lovagja... Pedro, főöszvérhajcsár
- Ken Kesey – Dale Wasserman: Kakukkfészek... Williams ápoló
- Vörösmarty Mihály: Csongor és Tünde... Kurrah
- Jókai Mór: A kőszívű ember fiai... Goldner
- Nóti Károly: Nyitott ablak... Polgármester
- Bródy Sándor: A tanítónő... Szolgabíró
- Szép Ernő: Patika... Kovács, jegyző
- Molnár Ferenc: Liliom... Kádár István
- Móricz Zsigmond – Kocsák Tibor – Miklós Tibor: Légy jó mindhalálig... Báthory
- Bíró Lajos: Sárga liliom... Dr. Asztalos Kálmán, ügyvéd
- Hunyady Sándor: A három sárkány... Rendőr
- Békeffi István – Stella Adorján: Janika... Fenek Jenő
- Örkény István: Kulcskeresők... Gyászhuszár
- Görgey Gábor: Komámasszony, hol a stukker?... Márton
- Szabó Magda: Régimódi történet... Apátplébános
- Csukás István: Süsü, a sárkány... Süsü
- Lázár Ervin: A Négyszögletű Kerek Erdő, avagy a játéknak soha nincs vége... Bruckner Szigfrid
- Békés Pál: A Félőlény... Irodaszörny; Nagy Tökély; Belső Kongó; Lidérc
- Kiss József: Szenzációóó! Csinn-bum Cirkusz... Lapos
- Horváth Péter – Presser Gábor – Sztevanovity Dusán: A padlás... Herceg, szellem 550 éves
- L. Frank Baum – Schwajda György: Óz, a nagy varázsló... Tommy-Oroszlán
- Rudyard Kipling – Békés Pál – Dés László – Geszti Péter: A dzsungel könyve... Balu
- Várkonyi Mátyás – Miklós Tibor: Sztárcsinálók... Claudius
- Szörényi Levente – Bródy János: Kőműves Kelemen... Máté
- Szente Vajk: Csoportterápia... Lajos
- Alan Jay Lerner – Frederick Loewe: My Fair Lady... Harry
- Thornton Wilder – Michael Stewart – Jerry Herman: Hello, Dolly!... Cornelius
- Brandon Thomas – Aldobolyi Nagy György – Szenes Iván: Charley nénje... Lord Frank Babberley
- Vajda Katalin: Anconai szerelmesek... Giovanni, a cukrász
- Fenyő Miklós – Tasnádi István: Made in Hungária... Rudi
- Ifj. Johann Strauss: A denevér... Frank, börtönigazgató
- Ábrahám Pál: Bál a Savoyban... Musztafa bej
- Jacobi Viktor: Leányvásár... Sam (néger csapos)
- Lehár Ferenc: Luxemburg grófja... Brissard
- Lehár Ferenc: A víg özvegy... Cascade
- Kacsóh Pongrác: János vitéz... Bartolo, udvari tudós
- Huszka Jenő: Lili bárónő... Miniszter
- Eisemann Mihály: Én és a kisöcsém... Zolestyák
- Eisemann Mihály – Szilágyi László: Zsákbamacska... Ladányi Kont
- Eisemann Mihály – Somogyi Gyula – Zágon István: Fekete Péter... Pierre Lenoir
- Szirmai Albert – Bakonyi Károly – Gábor Andor: Mágnás Miska... Pixi gróf
- S.Ö.R. Shakespeare Összes Rövidítve... szereplő
- Herczeg Ferenc: Déryné ifjasszony... Nimling
- Kálmán Imre: Zsuzsi kisasszony... Falsetti, világhíres főtenor
- Böhm György – Korcsmáros György – Pásztor László – Jakab György – Hatvani Emese: Szép nyári nap... Tóth Antal

## Filmek, tv
- Szabadság, szerelem (2006)... férfi a Parlamentnél
- Barátok közt (sorozat)

– 5009. epizód; 5010. epizód (2009) ... Zsíros Ferdinánd
- Dobogó kövek (2010)... Kocsor Feri
- Gálvölgyi Show (2008; 2010; 2011)
- Munkaügyek (2013)
- Ízig-vérig (sorozat)

– 2. rész (2019)... Csapó Úr
- A halálügyész (2020)... Gyepes, bíró
- Brandon Thomas: Charley nénje (színházi előadás tv-felvétele, 2021)
- Pokoli rokonok (2025) ...Feri